# Club Deportivo Luis Angel Firpo
El Club Deportivo Luis Angel Firpo és un club salvadorenc de futbol de la ciutat d'Usulután.

## Història
El Club Deportivo L.A. Firpo és el club més antic d'El Salvador, fundat el 17 de setembre de 1923. Originàriament s'anomenà Tecún Umán, però aviat fou reanomenat amb el nom del famós boxejador argentí Luis Ángel Firpo. Al club han jugat destacats futbolistes salvadorencs com Mauricio Cienfuegos i Raul Diaz Arce.

## Palmarès
- Lliga salvadorenca de futbol: 9
  - 1988-89, 1990-91, 1991-92, 1992-93, 1997-98, 1999 Clausura, 2000 Clausura, Apertura 2007, Clausura 2008.